# Mistretta
Mistretta is een gemeente in de Italiaanse provincie Messina (regio Sicilië) en telt 5374 inwoners (31-12-2004). De oppervlakte bedraagt 126,8 km², de bevolkingsdichtheid is 42 inwoners per km².
De volgende frazioni maken deel uit van de gemeente: ---.

## Demografie
Mistretta telt ongeveer 2112 huishoudens. Het aantal inwoners daalde in de periode 1991-2001 met 10,6% volgens cijfers uit de tienjaarlijkse volkstellingen van ISTAT.
| Jaar | Inwoneraantal |
| ---- | ------------- |
| 1991 | 6195          |
| 2001 | 5541          |

## Geografie
De gemeente ligt op ongeveer 950 m boven zeeniveau.
Mistretta grenst aan de volgende gemeenten: Capizzi, Caronia, Castel di Lucio, Motta d'Affermo, Nicosia (EN), Pettineo, Reitano, Santo Stefano di Camastra.

## Geboren
- Tommaso Aversa (1623-1663), toneelschrijver, dichter, Latijns vertaler
- Vincenzo Modica (1971), marathonloper